# Fazomierz czterokwadrantowy
Fazomierz czterokwadrantowy – rodzaj fazomierza, umożliwiającego pomiar cosφ w całym zakresie (od cosφ=0 do cosφ=1) zarówno przy odbiorze jak i zasilaniu. Fazomierz czterokwadrantowy jest miernikiem o ustroju elektromagnetycznym ilorazowym. Rdzeń wskazówki znajduje się we wnętrzu nieruchomej cewki i może się swobodnie obracać. Cewka generuje w rdzeniu strumień skierowany wzdłuż osi obrotu. Rdzeń ma kształt litery Z – bieguny są odchylone w przeciwne strony, tak aby przekierować wygenerowany strumień magnetyczny promieniście w poprzek osi obrotu rdzenia.